# Antonio Bartolomeo Bruni
Antonio Bartolomeo Bruni (Cuneo (Italia) 28 de enero de 1757 - París (Francia), 6 de agosto de 1821) fue un compositor y violinista italiano del Clasicismo.

## Biografía
Estudió su composición con Spezziani y el violín con Gaetano Pugnani; después se trasladó a París (1781), entrando como violín en la orquesta de la Comedia Italiana.
Ocupó la dirección del teatro de "Monsieur" (1789) y después de la Ópera Cómica, cargo que no pudo conservar debido a su carácter irascible y despótico. Después se retiró a Passy, donde vivió hasta 1817, cuando regresó a Italia, dedicado a componer para el teatro, adquiriendo nombre por la elegancia de su música, que le valió algunos éxitos.
Escribió numerosas obras, duetos, cuartetos, sonatas y conciertos para violín.

## Obras
- Méthode pour l'alto viola seguido de 25 estudios.
- Claudine, ou Le Petit Commissionnaire (1794)
- La rencontre en voyage (Comedia en un acto) (1798)
- L'auteur dans son ménage (Opera-cómica en un acto) (1799)
- 6 Tríos Concertantes para 2 Violines y Viola o Violonchelo, Op.1
- Tríos de 6 cuerdas, Op.2
- 6 Dúos para Violín y Viola Op.4
- Tríos de 6 cuerdas, Libro 4 (Op.4)
- 6 Dúos para violín y viola, Op.25
- 6 Duettini, Op.34
- Tríos de 6 cuerdas, Op.34
- 6 Tríos para 2 Violines y Viola, Op.36 (La petite conversation)(6º Libro de Tríos)
- 6 conciertos a dúo para 2 violas,
- 6 Cuartetos para 2 violines, viola y bajo
- 6 Cuartetos de Cuerda

## Discografía
- 6 sonatas para viola op.27 (Dynamic 1997 - S2005)[1]
- 6 Duo Concertants para violín y viola (L'Orfeo Ensemble Di Spoleto - Mondo Musica 1999)[2]
- 6 Duo Concertants, Libro 4 (Natalia Lomeiko, Yuri Zhislin - Naxos 2011)[3]
- 25 Estudios para viola (World Premiere Recording) - Marco Misciagna, viola (MM12, 2024)[4]